# Kornel Mayer (componist)
Kornel Mayer (Kovin, Zuid-Banaat, 30 september 1917 – Grünstadt, 23 maart 1981) was een Duits componist en dirigent, afkomstig vanuit het Zuid-Banaat.

## Levensloop
Mayer werd na zijn studie op een militaire muziekschool in het voormalige Joegoslavië lid van een militaire muziekkapel in zijn geboorteland. Toen hij naar Duitsland vertrok en genaturaliseerd was, werd hij lid van een Duits militair muziekkorps. Vanaf 1964 was hij dirigent van de Original Donauschwaben-Musikkapelle in München, een blaaskapel, die naast Ernst Mosch met zijn Original Egeländer Musikanten een volledig nieuwe markt bezette. Zij speelden werken van componisten uit hun bakermat voor kleinere blaasmuziekbezettingen, die met hulp van de omroep- en televisieorganisaties spoedig voor een breed publiek bekend werden. In Duitsland gebruikte men voor dit genre het begrip Volkstümliche Blasmusik. Mayer bleef in de functie als dirigent van de Original Donauschwaben-Musikkapelle tot 1977. Hij heeft een groot aantal langspeelplaten opgenomen.
Naast zijn Original Donauschwaben-Musikkapelle was hij ook dirigent van verschillende harmonieorkesten in het zuiden van Duitsland. Van zijn gecomponeerde werken is vooral het stuk Teddy tanzt, voor bariton (of eufonium) en blaaskapel tot nu bekend gebleven. 